# Phường 1 (Vũng Tàu)
Phường 1 is een phường in de stad Vũng Tàu, in de Vietnamese provincie Bà Rịa-Vũng Tàu. Een van de bekendste bouwwerken is het Lam Sơn stadion. Dit stadion wordt gebruikt voor zowel voetbalwedstrijden als voor hondenraces.